# Backlash (2016)
Backlash (2016) là một sự kiện pay-per-view đấu vật chuyên nghiệp và sự kiện của WWE Network sản xuất bởi WWE, diễn ra ngày 11 tháng 9 năm 2016, tại Richmond Coliseum ở Richmond, Virginia. Có 7 trận đấu được diễn ra, và thêm 1 trận ở pre-show. Đây là sự kiện Backlash thứ 12, và là sự kiện đầu tiên của SmackDown sau khi tách đôi thương hiệu vào tháng 7 năm 2016, và là Backlash PPV đầu tiên kể từ sự kiện năm 2009.
Trong sự kiện chính, AJ Styles đánh bại Dean Ambrose để giành đai WWE World Championship, giúp anh trở thành đô vật đầu tiên giữ đai vô địch thế giới trong cả WWE, TNA, và New Japan Pro Wrestling. Sự kiện cũng xác định những nhà vô địch đầu tiên của SmackDown's women's và tag team, phần thắng tương ứng thuộc về Becky Lynch và đội của Heath Slater và Rhyno.

## Kết quả
| #                                                                                     | Kết quả                                                                                      | Thể loại                                                                                    | Thời gian |
| ------------------------------------------------------------------------------------- | -------------------------------------------------------------------------------------------- | ------------------------------------------------------------------------------------------- | --------- |
| 1P                                                                                    | Baron Corbin đánh bại Apollo Crews                                                           | Trận đấu đơn                                                                                | 9:55      |
| 2                                                                                     | Becky Lynch đánh bại Alexa Bliss, Carmella, Naomi, Natalya, và Nikki Bella                   | Trận đấu loại Six-pack challenge tranh đai WWE SmackDown Women's Championship đầu tiên      | 14:40     |
| 3                                                                                     | The Usos (Jey và Jimmy Uso) đánh bại The Hype Bros (Mojo Rawley và Zack Ryder) bằng đòn khóa | Trận đấu đồng đội để giành quyền vào trận chung kết giải đồng đội                           | 10:11     |
| 4                                                                                     | The Miz (c) (cùng với Maryse) đánh bại Dolph Ziggler                                         | Trận đấu đơn tranh đai WWE Intercontinental Championship                                    | 18:22     |
| 5                                                                                     | Bray Wyatt đánh bại Randy Orton bằng bỏ cuộc                                                 | Trận đấu đơn                                                                                | 00:24     |
| 6                                                                                     | Kane đánh bại Bray Wyatt                                                                     | Trận đấu No Holds Barred                                                                    | 10:55     |
| 7                                                                                     | Heath Slater và Rhyno đánh bại The Usos (Jey và Jimmy Uso)                                   | Trận đấu chung kết giải đấu đồng đội tranh đai WWE SmackDown Tag Team Championship đầu tiên | 10:02     |
| 8                                                                                     | AJ Styles đánh bại Dean Ambrose (c)                                                          | Trận đấu đơn tranh đai WWE World Championship                                               | 25:01     |
| - (c) – chỉ người vô địch bước vào trận đấu - P – chỉ trận đấu diễn ra trong pre-show |                                                                                              |                                                                                             |           |

### Bảng giải đấu SmackDown Tag Team Championship
|  | Tứ kết SmackDown (8/23, 8/30)                    | Tứ kết SmackDown (8/23, 8/30)                    | Tứ kết SmackDown (8/23, 8/30) |                       |                 | Bán kết SmackDown (9/6) | Bán kết SmackDown (9/6) | Bán kết SmackDown (9/6) |  |  | Chung kết Backlash (9/11) | Chung kết Backlash (9/11) | Chung kết Backlash (9/11) |  |
|  |                                                  |                                                  |                               |                       |                 |                         |                         |                         |  |  |                           |                           |                           |  |
|  | American Alpha (Chad Gable và Jason Jordan)      | American Alpha (Chad Gable và Jason Jordan)      | Pin                           |                       |                 |                         |                         |                         |  |  |                           |                           |                           |  |
|  | American Alpha (Chad Gable và Jason Jordan)      | American Alpha (Chad Gable và Jason Jordan)      | Pin                           |                       |                 |                         |                         |                         |  |  |                           |                           |                           |  |
|  | Breezango (Fandango và Tyler Breeze)             | Breezango (Fandango và Tyler Breeze)             | 10:13                         |                       |                 |                         |                         |                         |  |  |                           |                           |                           |  |
|  | Breezango (Fandango và Tyler Breeze)             | Breezango (Fandango và Tyler Breeze)             | 10:13                         |                       | American Alpha† | American Alpha†         | Pin                     |                         |  |  |                           |                           |                           |  |
|  |                                                  |                                                  |                               |                       | American Alpha† | American Alpha†         | Pin                     |                         |  |  |                           |                           |                           |  |
|  |                                                  |                                                  | The Usos                      | The Usos              | 0:28            |                         |                         |                         |  |  |                           |                           |                           |  |
|  | The Usos (Jey và Jimmy Uso)                      | The Usos (Jey và Jimmy Uso)                      | The Usos                      | The Usos              | 0:28            | Pin                     |                         |                         |  |  |                           |                           |                           |  |
|  | The Usos (Jey và Jimmy Uso)                      | The Usos (Jey và Jimmy Uso)                      |                               |                       |                 |                         |                         |                         |  |  |                           |                           |                           |  |
|  | The Ascension (Konnor và Viktor)                 | The Ascension (Konnor và Viktor)                 | 3:49                          |                       |                 |                         |                         |                         |  |  |                           |                           |                           |  |
|  | The Ascension (Konnor và Viktor)                 | The Ascension (Konnor và Viktor)                 | 3:49                          |                       | The Usos†       | The Usos†               | 10:02                   |                         |  |  |                           |                           |                           |  |
|  |                                                  |                                                  |                               |                       |                 |                         |                         |                         |  |  |                           |                           |                           |  |
|  |                                                  |                                                  | Heath Slater và Rhyno         | Heath Slater và Rhyno | Pin             |                         |                         |                         |  |  |                           |                           |                           |  |
|  | The Hype Bros (Mojo Rawley và Zack Ryder)        | The Hype Bros (Mojo Rawley và Zack Ryder)        | Heath Slater và Rhyno         | Heath Slater và Rhyno | Pin             | Pin                     |                         |                         |  |  |                           |                           |                           |  |
|  | The Hype Bros (Mojo Rawley và Zack Ryder)        | The Hype Bros (Mojo Rawley và Zack Ryder)        |                               |                       |                 |                         |                         |                         |  |  |                           |                           |                           |  |
|  | The Vaudevillains (Aiden English và Simon Gotch) | The Vaudevillains (Aiden English và Simon Gotch) | 2:50                          |                       |                 |                         |                         |                         |  |  |                           |                           |                           |  |
|  | The Vaudevillains (Aiden English và Simon Gotch) | The Vaudevillains (Aiden English và Simon Gotch) | 2:50                          |                       | The Hype Bros   | The Hype Bros           | 7:03                    |                         |  |  |                           |                           |                           |  |
|  |                                                  |                                                  |                               |                       | The Hype Bros   | The Hype Bros           | 7:03                    |                         |  |  |                           |                           |                           |  |
|  |                                                  |                                                  | Heath Slater và Rhyno         | Heath Slater và Rhyno | Pin             |                         |                         |                         |  |  |                           |                           |                           |  |
|  | The Headbangers (Mosh và Thrasher)               | The Headbangers (Mosh và Thrasher)               | Heath Slater và Rhyno         | Heath Slater và Rhyno | Pin             | 2:54                    |                         |                         |  |  |                           |                           |                           |  |
|  | The Headbangers (Mosh và Thrasher)               | The Headbangers (Mosh và Thrasher)               |                               |                       |                 |                         |                         |                         |  |  |                           |                           |                           |  |
|  | Heath Slater và Rhyno                            | Heath Slater và Rhyno                            | Pin                           |                       |                 |                         |                         |                         |  |  |                           |                           |                           |  |

† Khi Chad Gable dình chấn thương sau khi đánh bại The Usos, American Alpha bị loại khỏi trận chung kết. The Usos sau đó đánh bại The Hype Bros ở Backlash trong trận đấu đồng đội cơ hội thứ hai để thay cho American Alpha trong trận chung kết.

### Trận đấu tranh đai SmackDown Women's Championship
| Thứ tự loại | Đô vật      | Bị loại bởi | Hình thức loại                                          | Thời gian |
| ----------- | ----------- | ----------- | ------------------------------------------------------- | --------- |
| 1           | Alexa Bliss | Naomi       | Bị đè sau đòn kết hợp powerbomb/neckbreaker với Natalya | 9:38      |
| 2           | Naomi       | Natalya     | Đập tay sau đòn Sharpshooter                            | 10:52     |
| 3           | Natalya     | Nikki Bella | Bị đè sau đòn Rack Attack 2.0                           | 12:00     |
| 4           | Nikki Bella | Carmella    | Bị đè với đòn roll-up                                   | 12:08     |
| 5           | Carmella    | Becky Lynch | Đập tay sau đòn Dis-arm-her                             | 14:40     |
| Thắng cuộc  | Becky Lynch | —           | —                                                       | 14:40     |